# Шахта «Горіхівська»
ДВАТ Шахта «Горіхівська». Входить до ДХК «Краснодонвугілля». Розташована у місті Отаманівка Краснодонської міськради.
Стала до ладу у 1954 р. з виробничою потужністю 530 тис.т вугілля на рік.
У 2003 р. видобуто 907 тис.т. вугілля. Глибина робіт 532 м. Шахтне поле розкрите 2-а стволами. Протяжність підземних виробок 53,7/41,6 км (1990/1999).
Шахта надкатегорійна за виділенням газу метану, небезпечна щодо вибуху вугільного пилу.
Відпрацьовується два вугільні пласти: kн
2 потужністю 1,8-2,2 м та і3' потужністю 1,28-1,32 м.
Працюють лави, оснащені механізованим кріпленням ДМ і комбайном 1К-101УД, а також вузькозахопним комбайном з індивідуальним кріпленням. Кількість очисних вибоїв 3/2, підготовчих 6/5.
Кількість працюючих 1594/1972 ос., в тому числі підземних 1085/1387 ос. (1990/1999).
Адреса: 94415, м. Отаманівка, Луганської обл.